# Ermita de la Puríssima (la Jana)
L'ermita de la Puríssima, de La Jana, també coneguda com a Capella de la Immaculada, és un edifici religiós catòlic, actualment sense culte, que es localitza en el mateix nucli poblacional de la comarca del Baix Maestrat. Està catalogada com Bé de rellevància local, amb la categoria de Monument d'interès local, i codi: 12.03.070-005; de manera genèrica i segons la Disposició Addicional Cinquena de la Llei 5/2007, de 9 de febrer, de la Generalitat, de modificació de la Llei 4/1998, d'11 de juny, del Patrimoni Cultural Valencià (DOCV Núm. 5.449 / 13/02/2007).

## Història
Segons la tradició aquesta ermita, datada del segle xv, s'alça en el mateix solar on estava edificat l'antic castell de la vila, usant-se com a materials per a la seva construcció els que anteriorment van pertànyer a la fortalesa ja desapareguda. Al llarg del temps va sofrir reformes i intervencions destacant-se les realitzades al llarg del segle xviii i principis del xix, la qual cosa ha suposat que el seu aspecte s'allunyi considerablement de l'original.
Va deixar d'utilitzar-se com a lloc de culte i ha tingut diversos i dispars usos, des d'Hospital de la Caritat a magatzem. Es va realitzar una restauració durant els anys 1980 i 1981.

## Descripció
Es tracta d'un edifici amb planta de saló de reduïdes dimensions i auster aspecte, tant interiorment com exteriorment parlant. Està adossada a habitatges particulars a banda i banda. La façana acaba en capcer que és utilitzat com a petita espadanya per a una única campana de característiques molt similars a la de l'ermita de Santa Ana.
Per accedir a l'antic temple existeix una porta en forma d'arc de mig punt i sobre ella s'obre finestra rectangular enreixada que dona llum natural a l'interior.
Respecte a l'interior, està coberta la seva nau única per volta de creueria, i presenta tres trams o crugies per arcs apuntats. Els arcs presenten nervis que descansen en mènsules de reduïdes dimensions, que al interseccionar donen lloc a claus. Presenta absis poligonal, amb coberta nervada estant unit a la resta de la nau per un arc de mig punt que descansa en sengles pilastres a banda i banda, amb arestes bisellades.